# Sun Asia Ocean World
Le Sun Asia Ocean World est un parc aquatique chinois mêlant aquarium et spectacles, situé à Dalian (大连), dans la province de Liaoning (辽宁).